# Sự kiện UFO Voronezh
Sự kiện UFO Voronezh là một vụ quan sát thấy UFO được kể lại ở Voronezh, Liên Xô, vào ngày 27 tháng 9 năm 1989. Vụ việc được cho là chứng kiến bởi một nhóm trẻ em, với các thành viên khác trong cộng đồng địa phương, bao gồm cả công chức, tuyên bố chọ chỉ nhìn thấy mỗi chiếc phi thuyền. Khu vực này đã nổi tiếng với khách du lịch săn lùng UFO.

## Cáo buộc
Câu chuyện này được Thông tấn xã Liên Xô (TASS) tường thuật về một nhóm trẻ em đã phát hiện ra một quả bóng nhỏ trong công viên khi đang chơi (nay là Công viên Yuzhny), nhanh chóng biến thành một chiếc đĩa, hạ cánh gần chỗ chúng. Các nhân chứng sau đó đã kể lại một "người ngoài hành tinh ba mắt" và một con robot bước ra khỏi tàu. Người ngoài hành tinh nhìn chằm chằm vào một người xem bị làm cho kinh sợ, đóng băng dấu chân của lũ trẻ, trước khi khởi hành và quay lại năm phút sau để bắt cóc một cậu bé 16 tuổi, sử dụng cái được mô tả là "ống súng lục" dài 50 cm.
Mặc dù những đứa trẻ là những người duy nhất tuyên bố đã chứng kiến người ngoài hành tinh, Trung úy Sergei A. Matveyev của đồn công an quận Voronezh xác nhận đã nhìn thấy con tàu này. Bộ Nội vụ cho biết họ sẽ điều lực lượng đến khu vực này nếu con tàu xuất hiện trở lại.

## Báo cáo
Ngày 17 tháng 9 năm 1989, TASS đưa tin rằng một phóng viên đã nói chuyện với "10 hoặc 12 thanh niên" tuyên bố đã nhìn thấy một chiếc đĩa bay. Bài báo gốc trích lời Tiến sĩ Silanov, làm việc tại Phòng Thí nghiệm Địa vật lý Voronezh, khi xác nhận vị trí hạ cánh bằng cách sử dụng định vị sinh học. Silanov phủ nhận rằng ông đã từng đưa ra một nhận xét như vậy, hoặc thực hiện một thí nghiệm như vậy. Báo cáo được công bố rộng rãi nhất trong một loạt các câu chuyện về UFO được đưa ra bởi giới truyền thông chính thức của chính phủ và được quảng bá như một phần của "sự cởi mở" mới của chính phủ. Nó đã được lưu ý rằng, không giống như ở Mỹ, những sinh vật được kể lại là hoàn toàn thờ ơ và thậm chí không nói chuyện trong 'chuyến thăm' của họ. Ngay sau khi xảy ra vụ việc bị cáo buộc, hàng trăm báo cáo về UFO đã bắt đầu xuất hiện, với một phóng viên từ Komsomolskaya Pravda thậm chí tuyên bố sẽ có một cuộc phỏng vấn độc quyền với các sinh vật ngoài hành tinh từ Sao Đỏ.
Để kết thúc này,Ủy ban Khoa học Liên Xô đã ra lệnh điều tra chính thức về vụ việc bị cáo buộc. Mặc dù khu vực này được phát hiện có sự hiện diện trên mức trung bình của đồng vị phóng xạ caesi, vị phó hiệu trưởng của Đại học Voronezh đã nhanh chóng đưa ra ý kiến rằng điều này rất có ý nghĩa.
Trước hậu quả trực tiếp của sự kiện được cho là mang tính tưởng tượng, chỉ có Sovietskaya Kultura và TASS cố gắng đưa câu chuyện sang lĩnh vực phi hư cấu, với tờ báo chính thức của Cộng sản bảo vệ quyết định của mình, nói: "[Độ] phủ sóng này được thúc đẩy bởi 'quy tắc vàng của báo chí: người đọc phải biết tất cả mọi thứ." Tờ báo liên tục được hỏi liệu báo cáo có phải là trò đùa hay không và nhiều lần đảm bảo là không.
Mô tả về vụ việc rất giống với những câu chuyện xuất hiện trên tạp chí Saga của Mỹ, nhưng các phóng viên của TASS tuyên bố rằng số nhân chứng này "có lẽ chưa đọc qua." Bên ngoài giới truyền thông báo chí, chương trình A Current Affair cũng đã gửi một nhóm tới đưa tin về sự kiện khả nghi này.
Trong một tác phẩm được xuất bản bởi tờ Socialist Industry từ sau vụ việc đáng ngờ này, một chuyên gia UFO tự xưng đã khẳng định những dấu vết để lại khi hạ cánh chỉ đơn giản là những vết cháy sém từ một bó cỏ khô bị cháy.